# Чаадаев, Пётр Васильевич
Пётр Васильевич Чаадаев — лейб-гвардии Семеновского полка премьер-майор и армии генерал-майор.

## Биография
Внук окольничего Ивана Ивановича и дед известного философа П. Я. Чаадаева, записан был в службу в лейб-гвардии Семёновский полк в 1726 году, а в 1736 году получил чин прапорщика гвардии в том же полку. В чине капитана того же полка он был послан Москву с манифестом о вступлении на престол Императрицы Елисаветы Петровны, а 18 августа 1743 года, в чине майора Семеновского полка, был назначен членом «генерального» суда по Лопухинскому делу. 5 октября 1743 года он был послан для производства ревизии о числе душ в Архангелогородскую губернию. Вскоре после этого Чаадаев сошел с ума и содержался в заведении для душевнобольных доктора Бургаве.
Императрица Екатерина II в своих «Записках» говорит: сумасшествие его заключалось в том, что он считал себя персидским шахом Надиром или Тамас-Кули-ханом; когда врачи потеряли надежду на его излечение, то он был передан в руки духовенства, представители которого убедили Императрицу Елисавету в необходимости изгнать из него злого духа («de le faire exorciser»). Елисавета Петровна сама присутствовала при этом обряде, не повлиявшем на состояние здоровья Чаадаева. Императрица Екатерина говорит, что были люди, сомневавшиеся в действительности сумасшествия Чаадаева, ибо, помимо его мономании, во всем остальном он выказывал вполне здравый рассудок, так что его друзья приезжали к нему советоваться по своим делам; причиной же, по которой Чаадаев мог разыгрывать роль сумасшедшего, выставлялось то, что он был заподозрен во взяточничестве во время производства вышеупомянутой ревизии «о числе душ».
Умер в 1755 году.